# Antonín Just
Antonín Just (28. srpna 1921 Červený Kostelec – 25. září 2018 Trutnov) byl český kronikář, historik a popularizátor historie města Trutnova a jeho okolí, a středoškolský pedagog.

## Životopis
Antonín Just se narodil 28. srpna 1921 v Červeném Kostelci do chudé dělnické rodiny jako nejmladší ze tří dětí. Vystudoval tehdejší Rašínovo státní československé gymnázium v Hradci Králové (dnes Gymnázium Josefa Kajetána Tyla). Za Protektorátu byly vysoké školy zavřeny, proto šel pracovat do čokoládovny ZORA v Olomouci. Po půl roce byl totálně nasazen na pomocné práce do Vídně. Při jednom z náletů na Vídeň byl těžce zraněn a odjel se léčit domů do Červeného Kostelce. Po vyléčení, kdy byl povolán zpět na totální nasazení do Vídně, se však již nevrátil a až do konce války se skrýval před úřady v Červeném Kostelci a jeho okolí. Po skončení války šel studovat obory historie a filozofie na Filozofické fakultě Univerzitě Karlově. Po ukončení studia se přestěhoval do Trutnova, kde začal učit dějepis souběžně na čtyřech středních školách: lesnické, zdravotnické, průmyslové a gymnáziu.
V roce 1959–1968 byl ředitelem střední zdravotnické školy.
V roce 1968 odmítl vstup vojsk Varšavské smlouvy a musel opustit všechny veřejné funkce, zůstala mu jen kronika.
Kromě několika historických knih se věnoval i poezii.
Jeho synem je Petr Just starší, učitel matematiky a fyziky, dlouholetý zástupce ředitele Gymnázia v Trutnově; vnukem je Petr Just mladší, politolog a vedoucí Katedry politologie a anglofonních studií na Metropolitní univerzitě Praha.

## Dílo
Od roku 1958 psal trutnovskou kroniku, kterou psal 58 let, popsal 23 tisíc stránek formátu 40×50 cm. Just psal městskou kroniku až do roku 2016. Fotografiemi kroniku doplňoval Karel Hybner.

### Knihy – historie
- 700 let Trutnova 1260-1960[6]
- Trutnov Brána Krkonoš[7]
- Trutnov známý neznámý[8]
- Trutnov v kresbách Miloše Trýzny[9]
- Kostely: Sakrální stavby na území města Trutnova a bývalých integrovaných obcí[10]
- Národní dům v Trutnově 1900-2000[11]
- Trutnov na dobových pohlednicích[12]
- Z historie trutnovské nemocnice: K 110. výročí jejího založení na Kryblici v roce 1888[13]
- Z historie Trutnova trochu jinak: Slovem i obrazem[14]
- Trutnov v 18. století: Historické nahlédnutí slovem i obrazem do života města a jeho okolí[15]

### Knihy – poezie
- Přicházím: Prvotina veršů[16]
- Žena: Sbírka veršů[17]
- Ještě ohlédnutí[18]
- Žena a Měsíc[19]

### Knihy – o Antonínu Justovi
- Sborník příspěvků k 85. narozeninám Antonína Justa

### Ocenění
- v letech 1985 a 1990 získal první místo v celostátní soutěži kronikářů měst nad 20 tisíc obyvatel, soutěž pořádalo Národní muzeum v Praze
- v roce 1991 mu byla udělena Kulturní cena města Trutnova
- v roce 2001 mu bylo uděleno Čestné občanství města Trutnova
- v roce 2021 trutnovské zastupitelstvo odsouhlasilo pojmenování nové ulice v Horním Starém Městě po kronikáři města Antonínu Justovi[20]